# 샤쿠하치
샤쿠하치(일본어: 尺八)는 일본과 고대 중국의, 대나무로 만든 기나긴 세로저이자 플룻이다. 16세기 일본에서 개발되어 후케샤쿠하치(普化尺八)로 불린다. 고대샤쿠하치(古代尺八)는 현 스타일의 샤쿠하치와는 매우 다르며 7세기에 중국에서 일본으로 전래되었으나 10세기에 모습이 감춰졌다.
샤쿠하치는 전통적으로 대나무로 만들지만 현재는 ABS와 견목재로 만든 버전이 존재한다.
이 악기는 오음음계를 사용한다.

## 같이 보기
- 케나